# Lago Quiroga Chico
El lago Quiroga Chico es un lago ubicado en el departamento Río Chico, provincia de Santa Cruz, Argentina. Se encuentra a unos 18 km al suroeste del lago Strobel, a 27 km al sureste de la laguna Sterea (que es parte de la cuenca del lago San Martín, perteneciente a la vertiente del Pacífico), y a menos de un kilómetro al sur del lago Quiroga. Tiene una forma de boomerang, con un brazo hacia el noroeste y el otro hacia el sur.

## Toponimia
El nombre del lago hace referencia al Lago Quiroga, de mayor tamaño que se encuentra cerca. Estos dos recuerdan al jesuita José Quiroga, quien junto con otros los jesuitas, Matías Strobel y José Cardiel realizaron una expedición que comenzó en el año 1745, desde la Bahía de San Julián. Los misioneros se internaron unos 120 kilómetros al oeste, en territorio de la actual provincia de Santa Cruz, convirtiéndose en los primeros exploradores europeos en el interior del continente en esas latitudes de la Patagonia austral. Otros dos lagos cercanos al Quiroga recuerdan a aquellos otros dos jesuitas, los lagos Cardiel y Strobel.

## Características
Recibe el agua de arroyos de la zona norte-este de la Meseta Carbón a menudo llamada Meseta de la Muerte. Su emisario presenta en su extremo norte y desemboca en el lago Quiroga. A su vez, el río Capitán se presenta en el extremo occidental del Quiroga y desemboca en el Río Chico, afluente del río Santa Cruz.
El lago está situado en el borde occidental de la meseta del lago Strobel, una vasta meseta de unos 2.500 km², salpicado de cientos de pequeños lagos y lagunas de agua dulce o salada. 
Se encuentra a una altitud de 1144 m s. n. m. y su superficie es de 18 km². Posee 10 km de largo.